# Wasserkefir

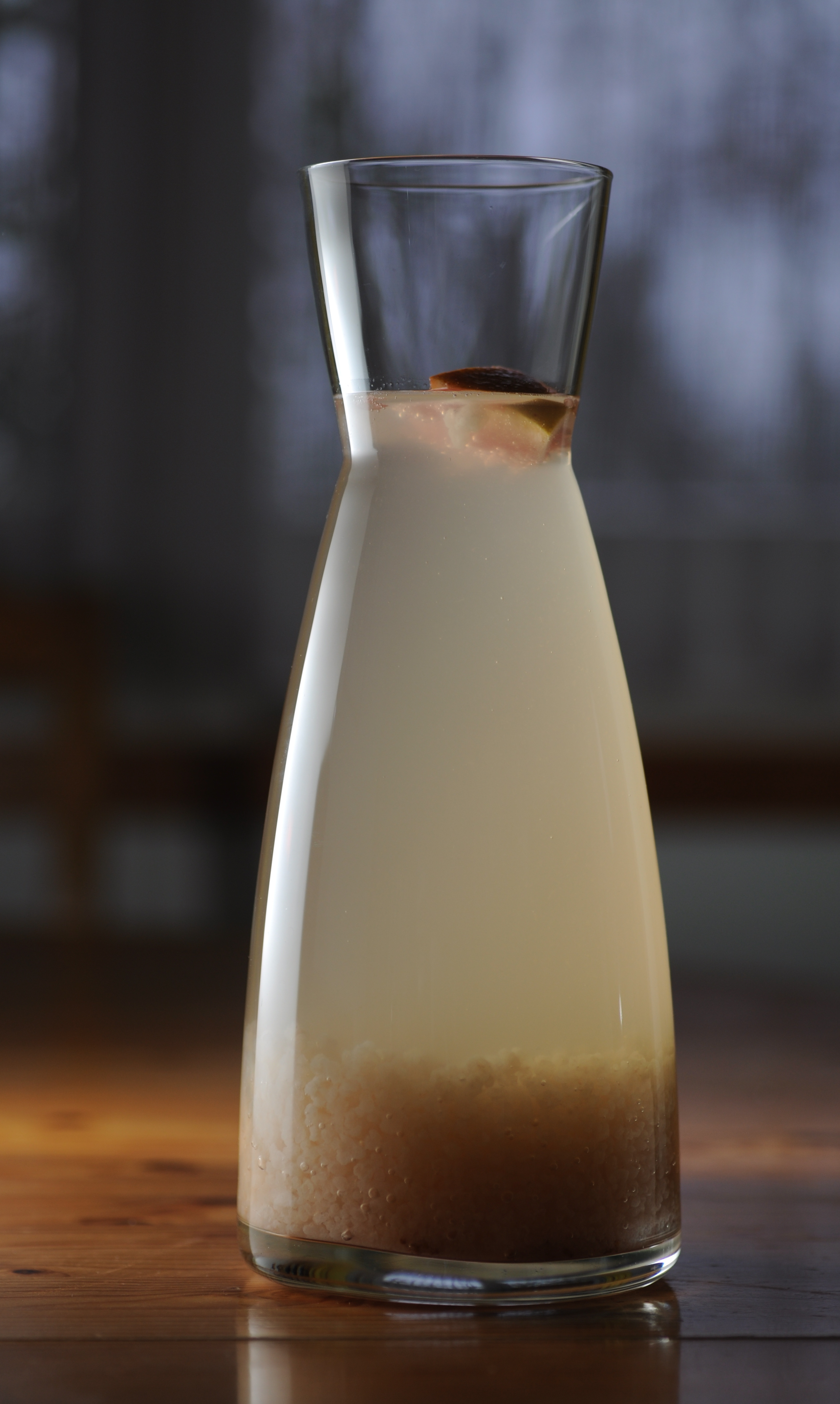
Wasserkefir nach zwei Tagen Gärung

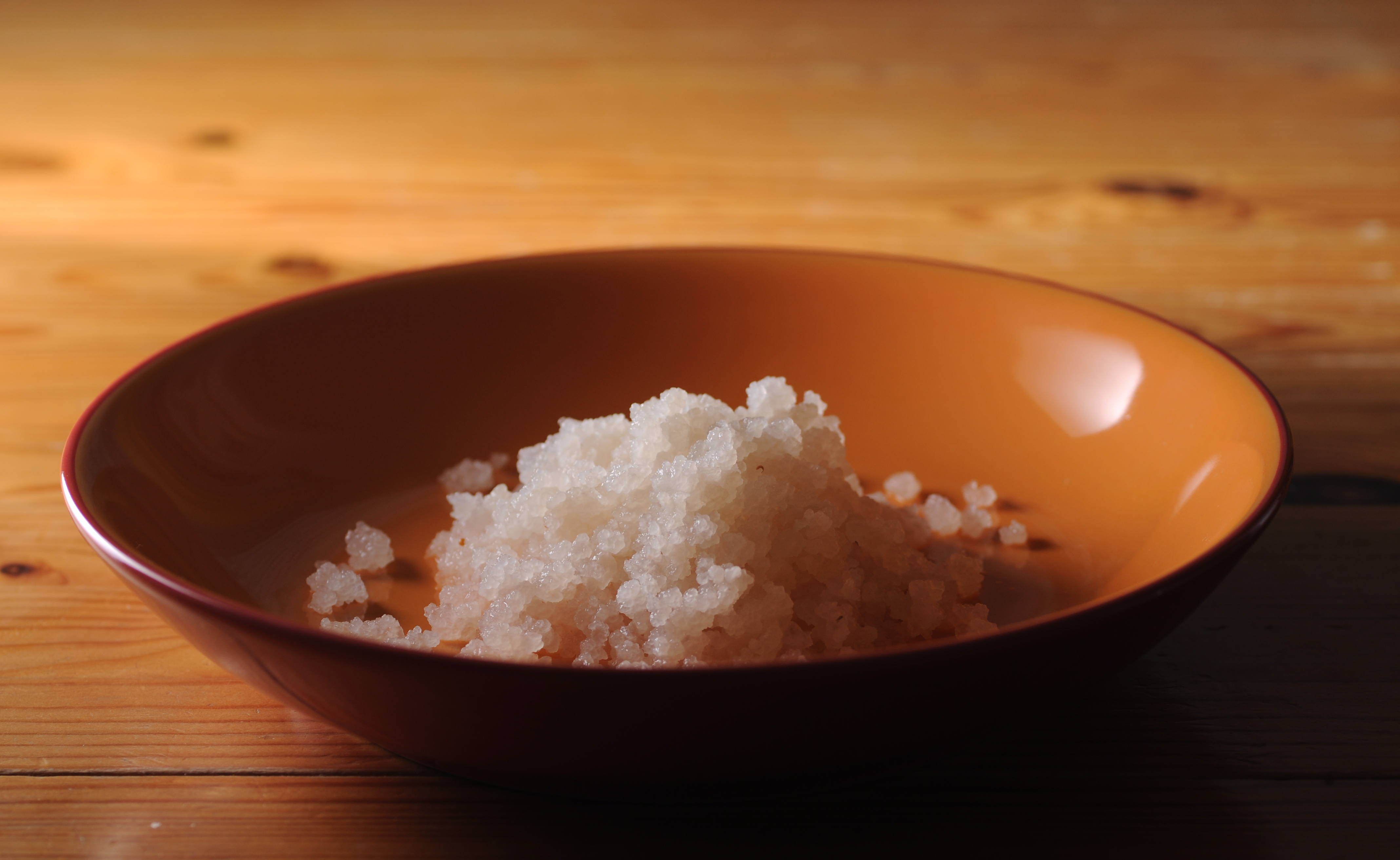
Kefirkultur für Wasserkefir. Die Kefirkristalle haben eine durchschnittliche Größe von etwa 5 mm.

Wasserkefir ist ein kohlensäurehaltiges Gärgetränk, das mit Hilfe einer Kefirkultur ähnlich der Kefirknollen angesetzt wird. Das entstehende Getränk hat geschmacklich (süß-säuerlich) und vom Aussehen her (gelblich, trüb) eine gewisse Ähnlichkeit mit Kombucha. Wasserkefir ist mittlerweile vereinzelt im Handel erhältlich. Klassischerweise wird das Getränk selbst hergestellt.

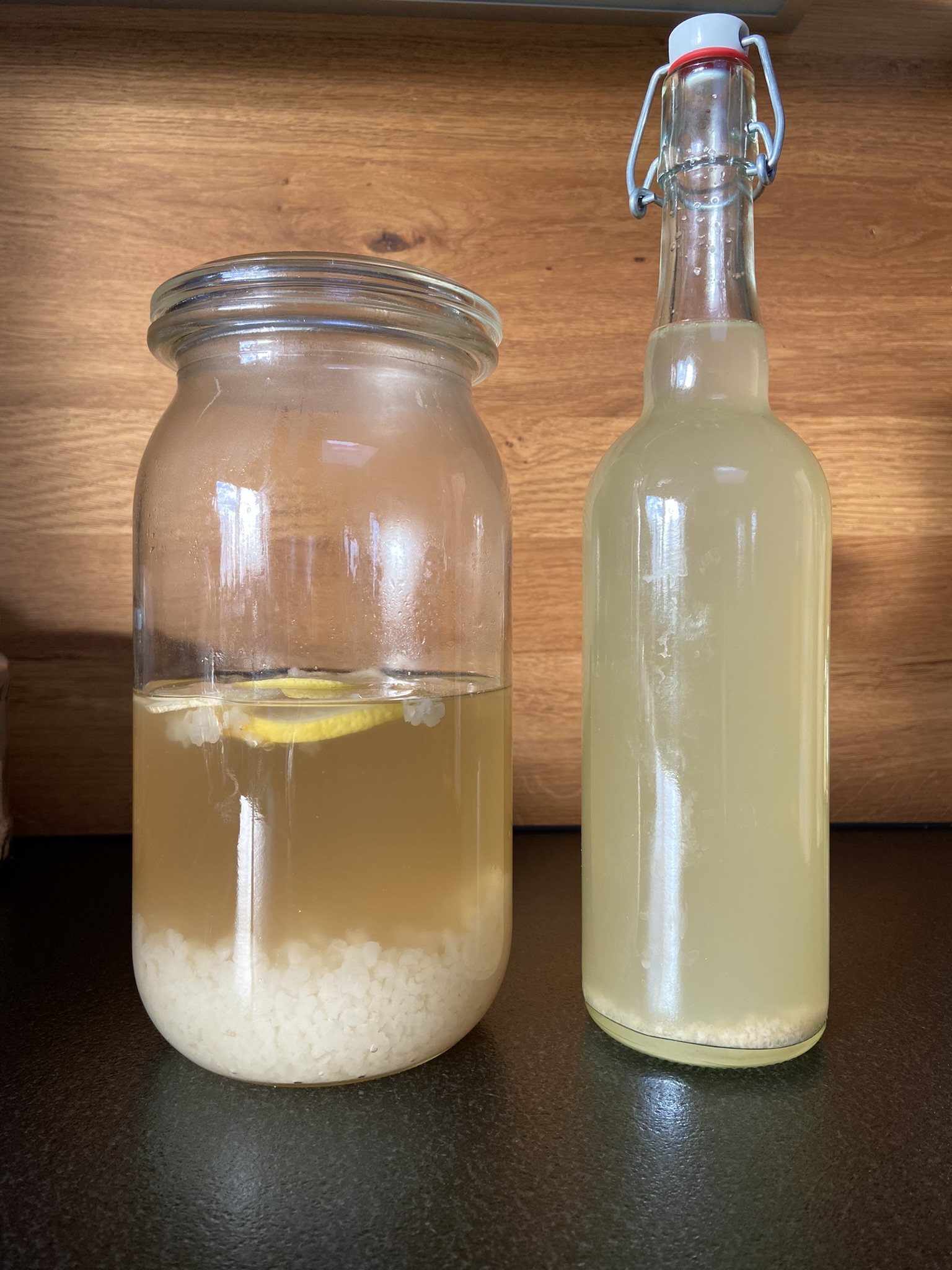
Wasserkefir erste und zweite Fermentation, jeweils nach 2 Tagen Reifung

Dem mittels dieser Kefirkultur hergestellten Getränk werden verschiedenste Heilwirkungen nachgesagt, die noch erforscht werden. Beim Ansatz im Haushalt werden zusätzlich Zucker und als Stickstoffquelle Trockenfrüchte, zum Beispiel Feigen oder Rosinen, benötigt. Auch Kartoffelscheiben oder andere frische Früchte bilden eine geeignete Stickstoffquelle. Ansäuern mit Zitrone verhindert das Wachstum von Schimmelpilzen. Nach der Gärung bleibt noch wenig Restzucker übrig. Der Alkoholgehalt von Wasserkefir beträgt 0,2 bis 2 %, abhängig von der Herstellung. Der Alkoholgehalt ist höher bei anaerober Herstellung, im Kühlschrank und nach längerer Fermentation.
Die Kefirkultur vermehrt sich pro Ansatz um ca. 25–75 %, allerdings nur, wenn hartes Wasser verwendet wird. Das darin enthaltene Calcium wird für die Vermehrung benötigt. Verwendet man sehr weiches Wasser, nimmt die Menge der Kefirkultur in den ersten Ansätzen noch ein wenig zu, stagniert dann aber. Durch Zugabe von Calcium in löslicher Form, etwa als Calciumgluconat oder -citrat, kann dieser Mangel ausgeglichen und eine starke Vermehrung der Kefirkultur bewirkt werden.
Eine an Bitter Lemon erinnernde Bitterkeit des Kefirgetränkes kann durch Beigabe von Zitronenschale erreicht werden. Die im weißen Teil der Schale enthaltenen Bitterstoffe werden dann während der Gärung herausgelöst.
Wegen der weißlich durchscheinenden Kefirkultur, deren Aussehen Kristallen ähnelt, sind gebräuchliche und teilweise irreführende Benennungen der Kefirkultur auch: Japankristall, Japanische Kristallalge, Japanische Meeresalge, Himalaya-Kristallalge, Tibi, Tibicos oder lebende Körnchen (graines vivantes). Die Kristalle bestehen aus Hefen und Milchsäurebakterien, die in einer Symbiose leben.
Die einzelnen Kefirkristalle erreichen selten Größen über einem Zentimeter. Wenn in ihrem Innern Kohlendioxid entsteht, werden sie „gesprengt“, wobei die Bruchstücke weiterwachsen.
Wasserkefirferment ist ein weißes Pulver, das in Reformhäusern angeboten wird. Im Gegensatz zur „echten“ Kefirkultur handelt es sich hierbei um weitaus kurzlebigere Mikroorganismen, die sich bereits nach dem 10. Ansatz verbraucht haben. Bei der Zubereitung des Getränks gibt es keine Unterschiede.

## Ursprung
Mindestens zwei wissenschaftliche Veröffentlichungen beschreiben ein natürliches Vorkommen der Tibi. Auf der Oberfläche von Opuntien in Mexiko bilden sie harte Körner, die sich in einer wässerigen Zuckerlösung vermehren und dabei „Kristalle“ bilden, die mit den bekannten Wasserkefirkristallen identisch sind.

## Herstellung des Getränks
Um durch ausreichend Kohlensäure die Haltbarkeit zu erhöhen und einen Limonadengeschmack zu erzielen, muss der Ansatz zwei Fermentationen durchlaufen. Zwar ist Wasserkefir nach der ersten Fermentation schon genießbar, sollte dann aber bald verbraucht werden.
Benötigt werden:
- Kefirkristalle
- Zucker (Industriezucker oder auch alternative Zuckerarten wie Rohrzucker oder Kokosblütenzucker. Honig funktioniert nicht, da er antibakteriell wirkt; kalorienlose Zuckeralternativen wie Stevia, Xylit u. ä. können von der Kefirkultur ebenfalls nicht verarbeitet werden)
- Obst (frisch oder ungeschwefelt getrocknet)
- Zitrusfrucht
- Gärgefäße aus Glas (Plastik kann Weichmacher freisetzen, Edelstahl ist möglich), z. B. Weckglas
- luftdicht verschließbare Flaschen (z. B. mit Bügelverschluss)
- ein feines Plastiksieb
- nach Belieben Fruchtsaft, gesüßter Tee, Kräuter …

### 1. Fermentation
Für den Ansatz werden wie oben beschrieben Zucker, Obst, Zitrusfrucht und Wasser mit den Kristallen versetzt. Alle Zutaten werden zusammen in ein Gefäß mit weiter Öffnung gegeben. Dieses wird abgedeckt (durch den lose aufliegenden Glasdeckel oder ein Küchentuch, das mit einem Gummiring festgemacht wird), aber nicht luftdicht verschlossen, so dass entstehende Kohlensäure entweichen kann, jedoch der Inhalt vor Staub etc. geschützt ist. Nach etwa zwei Tagen Reifung bei Zimmertemperatur ist der Ansatz bereit zur Weiterverarbeitung. Dazu werden die Fruchtstücke entfernt und die Flüssigkeit abgegossen. Die Kristalle können dann direkt für den nächsten Ansatz verwendet werden.

### 2. Fermentation
Die Flüssigkeit aus der ersten Fermentation wird nun zum Karbonisieren mit etwas leicht gesüßter Flüssigkeit versetzt und in Flaschen abgefüllt. Wasserkefir reift sehr gut in einem verschlossenen Gefäß, beispielsweise in einer sauberen 1-Liter-Milchflasche oder großen Bügelflaschen, die die entstehende Kohlensäure nicht entweichen lassen. Allerdings ist darauf zu achten, dass der Druck in dem Gefäß nicht zu groß wird, da dieses sonst platzen könnte. Je nach ursprünglichem Zuckergehalt und nach Geschmack lässt man das Getränk bei Zimmertemperatur länger oder kürzer karbonisieren. Nach einem Tag ist es eventuell noch recht süß, nach zwei Tagen eher säuerlich und schäumt sehr gut. Die Limonade wird nun gekühlt und kann jederzeit genossen werden. Im Kühlschrank reift sie nur sehr langsam nach (wird also mit der Zeit immer saurer).

## Andere Verwendungsmöglichkeiten
Wasserkefir kann sehr gut als Dünger für Pflanzen eingesetzt werden. Gegenüber anderen „natürlichen“ Düngern wie Jauche bietet er den Vorteil, quasi geruchslos zu sein.